# Michael Klenk
Michael Klenk (* 1951) ist ein deutscher Maler, Kunstpädagoge und Gründer der Haller Akademie der Künste. Er studierte unter anderem bei Rudolf Schoofs in Karlsruhe, Stuttgart und Rom.

## Leben
Michael Klenk wuchs im schwäbischen Oberrot auf. Seinem Vater gehörte das Säge- und Holzbearbeitungsunternehmen Klenk Holz AG. Nachdem seine Bewerbung für ein Kunststudium abgelehnt worden war, studierte er zunächst Betriebswirtschaftslehre mit Schwerpunkt Holzverarbeitung in Rosenheim. Zwei Wochen nach seinem Diplom 1975 nahm er ein Studium an der Kunsthochschule in Karlsruhe auf. 
Seit 1985 ist er auch als Kunsterzieher tätig und unterrichtete 25 Jahre am Erasmus-Widmann-Gymnasium im Schulzentrum West Bildende Kunst. 1990 gründete Michael Klenk die „Haller Akademie der Künste“, ein interdisziplinäres Forum für zeitgenössische Kunst. Bekannt wurde sie vor allem für die Sommerakademie und die Vorbereitungskurse für angehende Kunststudenten. Bis 2024 stand Klenk der Akademie als erster Vorsitzender vor. Er lebt in Michelfeld bei Schwäbisch Hall.

## Werk
Michael Klenk wurde früh einem breiten Publikum unter anderem mit der Gruppenausstellung Six Peintres Allemands bekannt, wo er neben Anselm Kiefer, Ben Willikens, Günther Uecker, Hans Peter Reuter und Hannsjörg Voth ausstellte. Zu den Privatsammlern gehören Personen des öffentlichen Lebens wie Björn Engholm. Nach Anfängen als Zeichner und Radierer, der auch andere Techniken mit einbezog, machte er sich als Maler großformatiger Werke einen Namen. In seinem späteren Werk widmete er sich vor allem mythologischen Themen wie Orpheus und Troja oder Reiseeindrücken wie mit dem großen Zyklus IndianOcean.
Zuletzt gestaltete Klenk Vorlagen für weiße und rote Paramente, die in der Kirche St. Michael in Schwäbisch Hall zu sehen sind. Die komplex komponierten Gemälde wurden vollständig in Faden und Stoff ausgeführt. Klenk zeigte über 30 Einzelausstellungen vor allem in Süddeutschland.

## Stipendien
- 1982–1984: Stipendium der Kunststiftung Baden-Württemberg[5]
- 1983–1984: Stipendium der Deutschen Akademie Villa Massimo in Rom in der Casa Baldi[6]

## Ankäufe öffentlicher Sammlungen und Kunst im öffentlichen Raum (Auswahl)
- Regierungspräsidium Stuttgart
- Galerie der Stadt Stuttgart
- Ministerium für Wissenschaft und Kunst Baden-Württemberg
- Stadt Schwäbisch Hall
- Sammlung der Stuttgarter Bank
- Sammlung Landesgirokasse Stuttgart
- Staatsgalerie Stuttgart[7]
- Landesregierung Schleswig-Holstein
- Bayerische Gemäldesammlung München[8]

## Veröffentlichungen
- Michael Klenk: Malerei 1982-2009. Katalog zur Ausstellung im Hällisch-Fränkischen Museum, Schwäbisch Hall 2009, ISBN 978-3-9812243-0-6.
- Michael Klenk: 2019 2020 2021. Schwäbisch Hall 2021, ISBN 978-3-9812243-8-2.
- mit Kurt Oesterle: Orplid. Schwäbisch Hall 2021, ISBN 978-3-948696-05-4.
- Michael Klenk: 22 23 24. Schwäbisch Hall 2024, ISBN 978-3-948696-70-2.